# Kirjat Atidim Tower
Kiryat Atidim Tower – wieżowiec w strefie przemysłowej Kirjat Atidim, w mieście Tel Awiw w Izraelu.
Budynek powstał z przeznaczeniem na centrum biznesowe.

## Dane techniczne
Wieżowiec ma 19 kondygnacje i wysokość 76 metrów.
Budynek posiada luksusowe wejście położone na parterze. Przy wejściu są zlokalizowane kawiarnie oraz małe restauracje. Na końcu każdego korytarza znajdują się windy. Przy budynku jest parking.
W budynku swoje siedziby mają następujące firmy: Solel Boneh Ltd., Bank HaPoalim, M.G. Acoustic Consultants Ltd..